# Чемпионат России по лёгкой атлетике 1910
3-й чемпионат России по лёгкой атлетике прошёл 26—27 июня 1910 года в Риге. Одновременно с ним разыгрывались Кубки города по лёгкой атлетике. Турнир проводился в честь 200-летней годовщины присоединения балтийских провинций к Российской империи. Соревнования состоялись в 10 легкоатлетических дисциплинах. Вне программы первенства прошли также забеги на 60 и 5000 метров.

## Соревнования
Особенностью чемпионата стала фиксация только результатов победителей в беговых дисциплинах. В беге на 400 метров новый рекорд России установил Николай Штиглиц, преодолевший дистанцию за 53,8. Упорная борьба до самого финиша продолжалась на 1500 метрах: Л. Стендер и К. Куйв показали одинаковое время, ставшее новым всероссийским достижением — 4.31,8. Общекомандную победу одержали представители петербуржского Кружка любителей спорта (КЛС, ранее назывался сокращённо — «Спорт»).

## Медалисты
| Дисциплина        | Золото                              | Золото  | Серебро                             | Серебро | Бронза                            | Бронза  |
| ----------------- | ----------------------------------- | ------- | ----------------------------------- | ------- | --------------------------------- | ------- |
| 100 м             | Иван Рянгин КЛС Санкт-Петербург     | 11,2    | Николай Штиглиц КЛС Санкт-Петербург | 11,2    | Альфред Шварц КЛС Санкт-Петербург |         |
| 400 м             | Николай Штиглиц КЛС Санкт-Петербург | 53,8    | Андрей Ганзен КЛС Санкт-Петербург   |         | Герберт Бауман «Унион» Рига       |         |
| 1500 м            | Леон Стендер КЛС Санкт-Петербург    | 4.31,8  | К. Куйв «Унион» Рига                | 4.31,8  | А. Добычин КЛС Санкт-Петербург    |         |
| 110 м с барьерами | Ульрих Бааш КЛС Санкт-Петербург     | 17,4    | Алоис Вейвода КЛС Санкт-Петербург   |         | Герберт Бауман «Унион» Рига       |         |
| Прыжок в высоту   | Эрик Ванаг «Унион» Рига             | 1,65 м  | Альфред Альслебен ГОГиС Рига        | 1,60 м  | Ульрих Бааш КЛС Санкт-Петербург   | 1,55 м  |
| Прыжок с шестом   | Курт Витгоф «Унион» Рига            | 3,10 м  | Иоганн Мартин «Унион» Рига          | 3,00 м  | Эрик Ванаг «Унион» Рига           | 2,90 м  |
| Прыжок в длину    | Оскар Лит «Унион» Рига              | 6,25 м  | Ульрих Бааш КЛС Санкт-Петербург     | 6,14 м  | Алоис Вейвода КЛС Санкт-Петербург | 5,84 м  |
| Толкание ядра     | А. Киларт «Унион» Виндава           | 11,47 м | Арвид Берне «Унион» Рига            | 11,13 м | Альфред Шварц КЛС Санкт-Петербург | 10,47 м |
| Метание диска     | Арвид Берне «Унион» Рига            | 31,05 м | Янис Гульбе «Унион» Рига            | 30,50 м | Альфред Шварц КЛС Санкт-Петербург | 29,59 м |
| Метание копья     | Янис Гульбе «Унион» Рига            | 38,68 м | Альфред Альслебен ГОГиС Рига        | 36,75 м | М. Метцольд «Унион» Рига          | 36,49 м |